# Hindouisme en Afrique

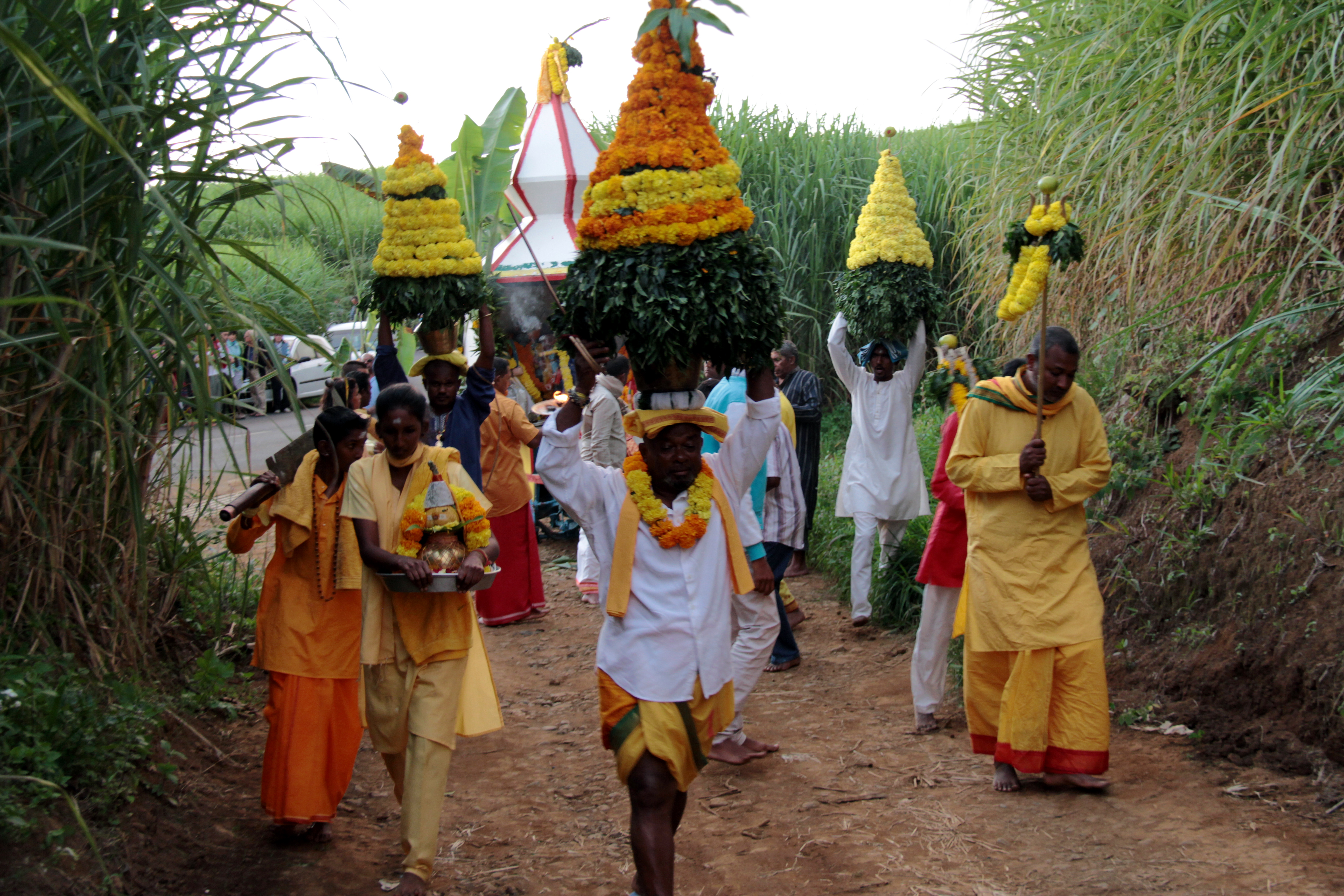
Rite hindouiste sur l'île de La Réunion.

L'histoire de l'hindouisme en Afrique est très succincte par rapport aux autres religions en Afrique, notamment l'islam et le christianisme, et même le judaïsme. Toutefois, la pratique de l'hindouisme est antérieure à la colonisation et remonte au Moyen Âge.  
L'hindouisme s'enracine seulement avec l'Empire britannique, qui dirige longtemps de larges territoires en Asie et Afrique, notamment le sous-continent indien. De nombreux Indiens partent travailler dans les colonies (engagisme), dans le sud de l'Afrique et en Afrique orientale britannique et arrivent au statut de classe moyenne dans ces pays.
La propagation de l'hindouisme s'est d'abord restreinte aux communautés indo-africaines avant de s'exporter en dehors, comme dans des communautés par exemple au Ghana avec Swami Ghanananda, le premier swami hindou du Ghana. Aujourd'hui, on compte ainsi 25 000 pratiquants à Lagos au Nigeria, de conversion récente par l'entremise des missionnaires de l'Association internationale pour la conscience de Krishna (ISKCON). Les correspondances de l'hindouisme avec les spiritualités africaines ont pu y jouer un rôle. La foi Swaminarayan est désormais implantée avec des temples au Kenya, en Ouganda ou en Tanzanie et Zambie.
À Maurice, l'hindouisme est la religion majoritaire (environ 50% de la population). La Réunion (6.7%) et les Seychelles (2.4%) sont les deux pays africains à la minorité hindouiste la plus importante en pourcentage.